# Paul Ekman

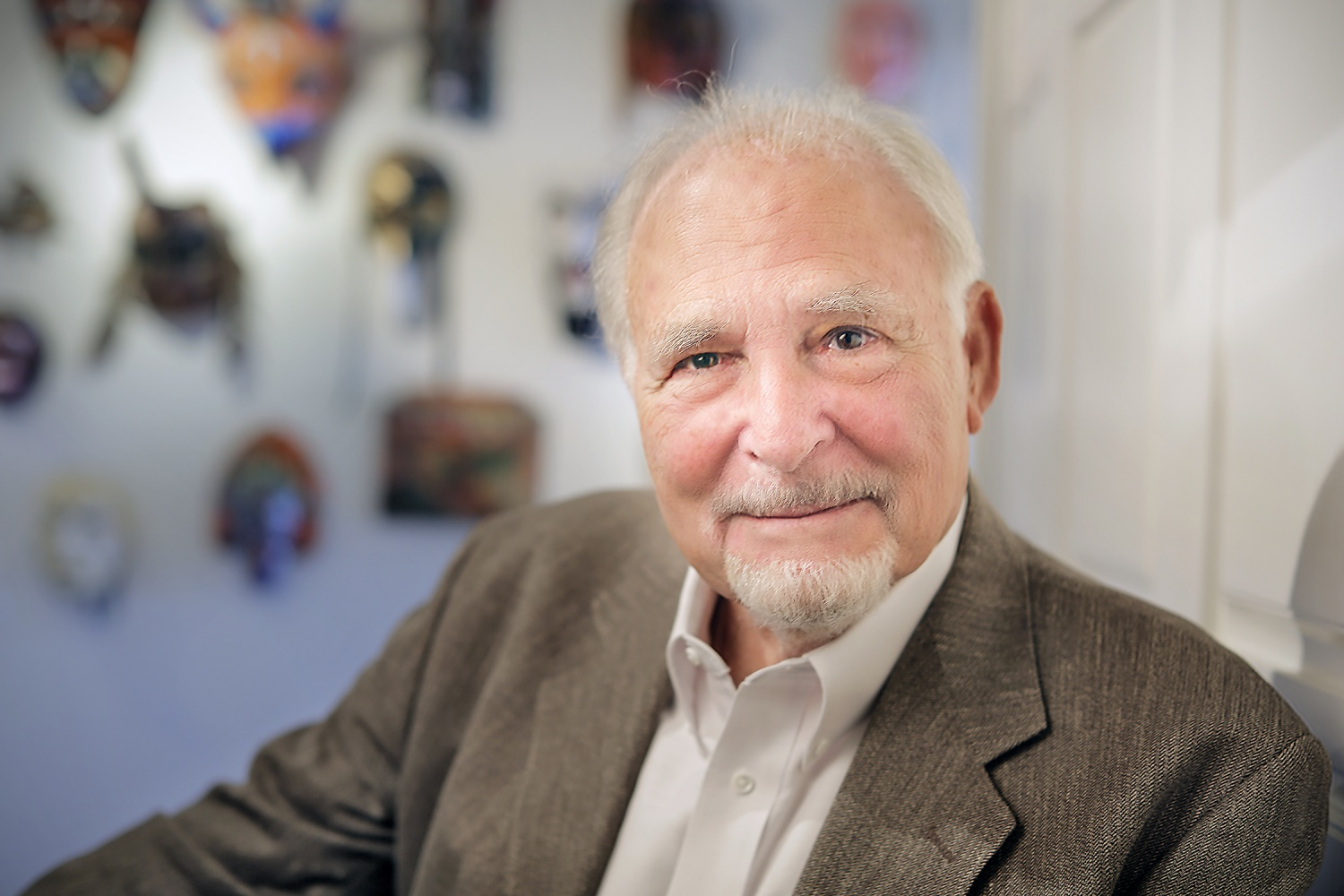
Paul Ekman, 2016

Paul Ekman (* 15. Februar 1934 in Washington, D.C.) ist ein US-amerikanischer Psychologe, der besonders für seine Forschungsarbeiten zur nonverbalen Kommunikation bekannt wurde.

## Leben
Ekman studierte zunächst Psychologie an der University of Chicago und an der New York University. Seinen Doktorgrad erhielt er 1958 an der New Yorker Adelphi University. Von 1958 bis 1960 diente er als Leitender Psychologe der U.S. Army in Fort Dix (New Jersey). Danach entwickelte er diverse Forschungsvorhaben, die u. a. vom National Institute of Mental Health und von der National Science Foundation gefördert wurden. 1972 wurde er zum Professor für Psychologie an der University of California, San Francisco berufen, der er auch nach seiner Emeritierung im Jahr 2004 verbunden blieb.

## Forschungsergebnisse
Gemeinsam mit seinem Kollegen W. V. Friesen stellte Ekman das Facial Action Coding System (FACS) auf. Es ist eine physiologisch orientierte Klassifikation der emotionalen Gesichtsausdrücke. Das System spielt in der Ausdruckspsychologie und der psychoanalytischen Therapieforschung eine wichtige Rolle. Es stellt gleichzeitig eine Methode dar, mit der zeitlich ablaufende emotionale Ausdrucksmuster erfasst und beschrieben werden können. Nicht erfasst werden von dem System jedoch nicht-emotionale Ausdrücke, die ca. 70 % aller Gesichtsausdrücke ausmachen, sowie Körperausdrücke.
Ekman fand außerdem statistische Hinweise für die erbliche Bedingtheit zahlreicher emotionaler Ausdrücke, darunter die von ihm unterschiedenen sieben Basisemotionen: Freude, Wut, Ekel, Furcht, Verachtung, Traurigkeit und Überraschung. Diese Basisemotionen werden von allen Menschen kulturübergreifend in gleicher Weise erkannt und ausgedrückt. Die von Ekman als elementar beschriebenen Gesichtsausdrücke sind nicht kulturell erlernt, sondern genetisch bedingt. Damit steht er in der Tradition von Guillaume-Benjamin-Amand Duchenne sowie von Charles Darwins Werk Der Ausdruck der Gemütsbewegungen bei dem Menschen und den Tieren (The Expression of the Emotions in Man and Animals, 1872).
Evolutionäre Vorteile des nach Ekman typischen Gesichtsausdrucks bei Überraschung können z. B. darin bestehen, dass weit geöffnete Augen die Informationsaufnahme und der geöffnete Mund die Atmung erleichtern. Auch erleichtert ein genetisch bedingtes einheitliches Ausdrucksverhalten die Kommunikation, Fortpflanzung und Vergesellschaftung.
Paul Ekman gilt als Begründer der neurokulturellen Theorie der Emotionen, nach der am Zustandekommen eines Emotionsausdrucks folgende Komponenten beteiligt sind:
- der Auslöser, also die Ereignisse, die ein Affektprogramm auslösen, sind weitgehend kulturabhängig und sozial erlernt;
- das Affektprogramm ist phylogenetisch vererbt und enthält die Basisemotionen;
- das Bewertungsprogramm beurteilt, ob der Auslöser zum Abspielen des Affektprogramms führen sollte;
- die Darbietungsregeln (display rules) lenken die Art und Weise des unter sozio-kulturellem Einfluss stehenden Gefühlsausdrucks;
- die Bewältigungsregeln (coping rules) legen fest, wie eine Person mit dem Gefühl fertigwerden und es kontrollieren könnte.

Die display-rules spielen somit eine wesentliche Rolle für das Zeigen von Gefühlen. Ekman unterscheidet dabei folgende Affektkontrollmechanismen:
- Qualifying: Modifikation eines Gefühlsausdrucks durch zusätzliche Darbietung eines anderen (vgl. miserable smile; negativer Affekt (Trauer) wird um den positiven Affekt des Lächelns bereichert und somit abgeschwächt)
- Modulieren: Modifikation der Qualität der Muskeln
  - Verstärken (durch stärkere oder längere Innervation mehrerer Muskeln)
  - Abschwächen
- Verfälschen
  - Simulieren (eine Emotion, z. B. Freude, wird geheuchelt (z. B. phony smile))
  - Maskieren (vgl. masking smile: eine negative Emotion – Wut – wird hinter einer positiven – Lächeln – versteckt)
  - Neutralisieren (eine Emotion, z. B. Wut, wird neutralisiert)

Nach Ekman sind es 43 Muskeln, mit denen mehr als 10.000 Gesichtsausdrücke erzeugt werden können. Dazu erhebt Ekman folgenden Anspruch: „Ich habe alle gesehen. Ich bin bis Papua-Neuguinea und auf alle Kontinente gereist. Es gibt keinen Ausdruck, den ich nicht kenne.“ Die Emotion „Überraschung“ lässt sich allerdings auch Ekman zufolge kaum fotografieren.
Ekman beschäftigt sich heute vor allem mit dem Phänomen der Lüge und unterscheidet hier zwischen „Verheimlichung“ (Weglassen von Informationen) und „Verfälschung“. Verheimlichung wird vor allem für emotionsbezogene Lügen verwendet, um das Gegenüber vor negativen primären Emotionen (z. B. Angst) zu schützen, wohingegen Verfälschen v. a. bei tatsachenbezogenen Lügen eingesetzt wird und vor allem mit strukturellen Emotionen (z. B. Scham, Schuld) verbunden ist.
Die Figur des Dr. Cal Lightman in der Fernsehserie Lie to Me, der als weltbester menschlicher Lügendetektor alle Lügen und Täuschungen durch Analyse von Gesichtsausdruck und Körpersprache aufzudecken vermag, basiert auf Ekman. Er hat bei der Entwicklung der Serie als wissenschaftlicher Berater mitgewirkt.

## Wirtschaftliche Verwertung
Ekman betreibt ein Unternehmen, das auch für CIA, FBI und Security-Firmen arbeitet. U. a. bietet er Schnell- und Intensivfernkurse zur Analyse des Gesichtsausdrucks und der micro expressions (ab 40 Minuten Kursdauer) an, die das Ziel haben, andere Menschen besser zu verstehen, Lügen zu identifizieren und den Ausdruck der eigenen Emotionen besser zu kontrollieren. Das ist möglich, weil Ekman den Einfluss sozialer Lernprozesse auf den Gesichtsausdruck in seine Trainingsprogramme miteinbezieht: Geheimdienstler beispielsweise und andere „Virtuosen“, die „besonders hoch motiviert sind, weil ihr Überleben von so einer Situation abhängen könnte“, können nach Ekman mit seiner Methode der Erkennung von Mikroexpressionen – das sind extrem kurze emotionale Ausdrucksformen von einer 1/5- bis zu einer 1/25-Sekunde – eine Trefferquote von 96 % erreichen. Sein Ziel ist es u. a., eine Methode zu entwickeln, mit der man am Gesichtsausdruck eines potenziellen Täters einen unmittelbar bevorstehenden Mord erkennen kann.

## Kritik
Ekman wurde von Menschenrechtsorganisationen mehrfach Diskriminierung vorgeworfen, weil er Flughafenpersonal bei der Wahrnehmung der Mikroexpressionen von Passagieren schult, damit sie auffällige Passagiere erkennen können. In einem Nature-News-Artikel aus dem Jahr 2010 bezweifeln Wissenschaftlerkollegen, dass das Konzept in der Praxis funktioniere. Zudem habe Ekman seit Jahrzehnten seine Studien nicht per Peer-Review überprüfen lassen.
Weiterhin fehlten wichtige Emotionen im Ekman-Modell (sexuelle Erregung, Mutter-Kind-Liebe, Neugier). Ferner würden die Basisemotionen von Ekman unipolar dargestellt (z. B. fehlt zum Ekel der Appetit). Viele Persönlichkeitstheorien bevorzugten hingegen eine bipolare Skalierung von Persönlichkeitsmerkmalen. Sie verorteten Individuen auf einem Kontinuum z. B. zwischen Introversion und Extraversion. Freude wiederum sei eine sehr unspezifische Emotion – von der hämischen Schadenfreude bis zur Freude über einen sportlichen Sieg habe sie viele Facetten und unterschiedliche Ausdrucksformen.
Ekman übersieht nach Ansicht von Kritikern, dass die soziale Kommunikation nur eine Funktion von Emotionen sei. Bei vielen Emotionen wäre es unter evolutionstheoretischen Gesichtspunkten adäquater, sie zu verbergen.
Auch aus Sicht der Hirnforschung kommt Kritik an Ekman. So konnten Hennenlotter und Schröder nur für Ekel und Angst eindeutige neuronale Korrelate nachweisen.
Die hohe Varianz und vergleichsweise schwache Signifikanz seiner eigenen Befunde erklärt Ekman selbst mit der kulturellen Prägung des Ausdrucks durch soziale Normen sowie kulturell geprägte Dekodierregeln. Soziologische Kritiker setzen dem ein Konzept der graduellen Dekodierung von Expressionen entgegen: Bei einer anzunehmenden begrenzten, eventuell nur minimalen Universalität des Gesichtsausdrucks sei innerhalb kulturell und sozial homogener bzw. sich nahestehender Gruppen eine deutlich präzisere „Decodierung“ der Dialekte möglich als zwischen unterschiedlichen Gruppen. Die Basisemotionen seien außerdem nicht diskret, sondern mischten sich im komplexen Gesichtsausdruck. Ekman ignoriere auch das seit Gustave Le Bon und Émile Durkheim bekannte Phänomen „sozial ansteckender“ Emotionen.
In den letzten Jahren häufen sich empirische Befunde, die gegen die Universalität des Ekman-Modells sprechen, zumindest was die Fähigkeit zur Decodierung der Affekte von Menschen anderer Kulturkreise betrifft. Viele dieser sozial- oder kulturwissenschaftlich orientierten Autoren nehmen nicht direkt Stellung zum biologischen Modell Ekmans, sondern untersuchen, ob bestimmte Emotionen wie Ärger aufgrund des Gesichtsausdrucks in unterschiedlichen kulturellen oder situativen Kontexten zuverlässig wahrgenommen werden können. Das könne sowohl als Ausdruck der intensiven Arbeit an der Reliabilität von wie auch der Kritik an Systemen der künstlichen Intelligenz gewertet werden, die den Ausdruck von Emotionen in jeder Situation erkennen sollten (sozusagen einer „künstlichen emotionalen Intelligenz“).

## Auszeichnungen
- American Psychological Association: 100 bedeutendste Psychologen des 20. Jahrhunderts[12]
- 2009: Time-Magazin 100 einflussreichste Menschen[13]

## Veröffentlichungen (Auswahl)
- Universals and Cultural Differences in Facial Expressions of Emotion. In: J. Cole (Hrsg.): Nebraska Symposium on Motivation 1971. Bd. 19, University of Nebraska Press, Lincoln 1975.
- mit W. V. Friesen: Unmasking the Face. Prentice Hall, Upper Saddle River 1975.
- Maria von Salisch (Hrsg.): Gesichtsausdruck und Gefühl: 20 Jahre Forschung von Paul Ekman, übersetzt von Maria von Salisch, Junfermann, Paderborn 1988, ISBN 3-87387-280-3.
- mit anderen: The Duchenne Smile: Emotional expression and brain physiology II. In: Journal of Personality and Social Psychology. Band 58, Nr. 2, 1990, S. 342–353.
- mit R. Davidson: Voluntary smiling changes regional brain activity. In: Psychological Science. 4, 1993, S. 342–345.
- Facial Expression and Emotions. In: American Psychologist. Band 48, Nr. 4, 1993, S. 384–392.
- Facial Expressions. In: T. Dalgleish, M. Power: Handbook of Cognition and Emotion. New York 1999.
- Gefühle lesen – Wie Sie Emotionen erkennen und richtig interpretieren. (Originaltitel: Emotions Revealed, übersetzt von Susanne Kuhlmann-Krieg und Matthias Reiss), 2. Auflage, Spektrum, Heidelberg 2010 (deutsche Erstausgabe 2004), ISBN 978-3-8274-2568-3.
- Ich weiß, dass du lügst: Was Gesichter verraten. Rowohlt, Reinbek bei Hamburg 2011, ISBN 978-3-499-62718-7.
- mit Tendzin Gyatsho alias Dalai Lama: Gefühl und Mitgefühl. Emotionale Achtsamkeit und der Weg zum seelischen Gleichgewicht. Spektrum, Heidelberg 2011, ISBN 978-3-8274-2810-3 (Originaltitel: Emotional Awareness, ein Dialog zwischen dem Dalai Lama und Paul Ekman, übersetzt von Matthias Reiss, mit einem Vorwort von Daniel Goleman).
- What the Face Reveals: Basic and Applied Studies of Spontaneous Expression Using the Facial Action Coding System (FACS) (Series in Affective Science). Oxford University Press, 2005, ISBN 0-19-517964-1.